# غلامرضا قاسمی
غلامرضا قاسمی (زاده ۱۰ تیر ۱۳۰۹ تبریز - درگذشته ۱ اردیبهشت ۱۳۹۱ تهران) نظامی اهل ایران بود، که در طول جنگ ایران و عراق از فرماندهان نیروی زمینی ارتش جمهوری اسلامی ایران محسوب می‌شد و فرماندهی لشکر ۹۲ زرهی اهواز را برعهده داشت.

## زندگی‌نامه
قاسمی در ۱۰ تیرماه ۱۳۰۹ در محله کوچه باغ، تبریز زاده شد. وی یک سال به مکتب رفت و تحصیلات شخصی را تا ۵ علمی در تبریز ادامه داد و تحصیلات دیپلم علمی را در دبیرستان فردوسی این شهر به پایان رساند.
او سال ۱۳۲۹ به تهران نقل مکان کرد و در دبیرستان نظام ۶ ریاضی تحصیل کرد و اول مهر ۱۳۳۰ وارد خدمت دانشجوی دانشکده افسری در نیروی هوایی شد و ۲ سال دانشجوی خلبانی و ۲ سال را دانشجوی فنی بود.

## ورود به ارتش
غلامرضا قاسمی در یکم مهر ۱۳۳۴ درجه ستوان دومی گرفت و در ۱۳۳۶ به نیروی زمینی شاهنشاهی ایران منتقل شد. در سال ۱۳۳۸ دوره مقدماتی رسته زرهی، سال ۴۶ و ۴۷ دوره آموزشی در دافوس و آخرین مرحله تحصیلات خود را در دانشکده پدافند با درجه سرهنگی، ۶ ماه این دوره را قبل از انقلاب و ۶ ماه بعد از انقلاب گذراند.
امیر قاسمی بیش‌ترین خدمت خود را در گردان ۲۱۲ سوار زرهی تهران مستقر در مهرآباد جنوبی گذراند و بعد به اسلام‌آباد منتقل شد و پس از طی دوره عالی به گردان ۲۲۱ تانک در سراب آذربایجان شرقی منتقل شد و طبق طرح افشین در سال ۱۳۴۳ این گردان به اهواز منتقل شد.
قبل از سال ۱۳۴۳ لشکر اهواز یک لشکر پیاده بود، فرمانده لشکر ۹ زرهی سرلشکر محمدحسین ضرغام بود که بعدها آن لشکر به ۹۲ زرهی تغییر نام داده شد.
قاسمی در سال ۱۳۵۴ از نو به تیپ ۲ دزفول بازگشت و تا سال ۱۳۵۷ در آنجا مشغول به خدمت شد. وی به مدت یک سال پس از فارغ‌التحصیلی مأمور به نیروی زمینی شد و تا خرداد ۱۳۵۹ فرمانده لشکر ۸۸ زاهدان بود.

## حضور در جنگ
با شروع جنگ ایران و عراق در ۳۱ شهریور ۱۳۵۹، وی از فرماندهان لشکر ۹۲ زرهی اهواز بود. قاسمی در آزادسازی سوسنگرد، عملیات نصر و تصرف پادگان حمید و طرح‌ریزی عملیات فتح‌المبین نقش مهمی را ایفا کرد.
این فرمانده نیروی زمینی ارتش در سال ۶۰ به دستور بنی‌صدر به نیروی زمینی ارتش و سپس به زاهدان منتقل شد.